# Marko Tadić (akademik)
Marko Tadić (Kolo, 16. studenog 1953.), znanstvenik, redoviti profesor na Prirodoslovno matematičkom fakultetu u Zagrebu i redoviti član HAZU.

## Životopis
Rođen je 16. studenog 1953. na Kolu od oca Pere i majke Kaje r. Ćurković. Diplomirao je teorijsku matematiku na Matematičkom odjelu Prirodoslovno matematičkog fakulteta u Zagrebu 1976. godine, gdje je i doktorirao 1980. godine. Tu i sada radi kao redoviti profesor. Bio je gostujući profesor ili gostujući istraživač na nizu inozemnih sveučilišta i instituta (Bonn, Chicago, Gottingen, Hong Kong, Paris i Salt Lake City su neka od mjesta gdje su ova sveučilišta i instituti). Redoviti je član Hrvatske akademije znanosti i umjetnosti (od 2000. g.). Također je član Academia Europea. Njegova istraživanja su iz podrucja teorije reprezentacija reduktivnih grupa (osobito klasičnih p-adskih grupa), odnosno nekomutativne harmonijske analize. 

## Vanjske poveznice
- Akademik Marko Tadić
- Poznati Koljani  Arhivirana inačica izvorne stranice od 4. ožujka 2016. (Wayback Machine)